# Joe Bass l'implacabile
Joe Bass l'implacabile (The Scalphunters) è un film del 1968 diretto da Sydney Pollack.

## Trama
Joe Bass è un eremita cacciatore che ha passato tutto l'inverno a cacciare castori per ricavarne le pellicce. Al termine della stagione, mentre scende lungo il fiume, viene circondato da degli indiani Kiowa, il cui capo Due Corvi lo costringe a barattare tutte le sue pelli per Joseph Lee, uno schiavo di colore. Dopo di ciò, gli indiani si allontanano portando con loro il cavallo di Joe carico della merce, e il cacciatore è intenzionato a seguirli per recuperare ciò che gli è stato tolto. La questione si complica quando gli indiani vengono attaccati, uccisi e scotennati tutti da dei cacciatori di scalpi, i quali prendono con loro anche il cavallo con le pelli. Joseph Lee tenta di fuggire, ma ben presto si accorge che, avendo vissuto come schiavo presso una famiglia benestante, non è in grado di procurarsi cibo da sé e quindi rimane con Joe. Quest'ultimo gli chiede perché sia fuggito da quella vita semplice e comoda, e Lee gli risponde che, indipendentemente da quanto ciò fosse vero, lui restava uno schiavo e ciò che lui desidera è essere libero, perciò il suo obiettivo è raggiungere il Messico (ove la tratta degli schiavi è proibita). Mentre tengono d'occhio da una parete rocciosa i fuorilegge, Joseph Lee cade accidentalmente nel fiume e dunque catturato dal loro capo Jim Howie per essere venduto. Frattanto, Joe Bass continua a seguirli. Lee riesce ad attirare su di sé le grazie di Kate, la donna di Howie, la quale tenta di convincerlo a tenerlo per sé, senza riuscirci. Attraverso diversi espedienti indiani, Joe Bass minaccia i fuorilegge uccidendoli uno per volta senza mai tuttavia riuscire effettivamente a recuperare il carico. Così, Joseph Lee si propone di andargli a parlare portando con sé una bottiglia di whisky. Joseph Lee riesce a convincere Bass, ma dopo che lui gli nega di poter bere del whisky affermando che lui non è un uomo, ma solo uno schiavo che agisce nel suo interesse, Lee gli risponde che la sua autostima è dovuta solo al fatto di essere nato bianco, e che non avrebbe mai retto la sua vita da schiavo. Dopo che i fuorilegge si sono apparentemente allontanati, Joe Bass è in procinto di recuperare le pelli, ma viene attaccato alle spalle da Howie, che afferma che lo scotennerà e lo scuoierà. Joseph Lee interviene impacciatamente, e dopo una breve colluttazione Howie rimane ucciso. Ciò provoca una reazione da parte di Lee che, sentendosi uomo, decide di prendere il cavallo e le pelli di Bass e andarsene in Messico. Bass lo ferma e i due iniziano a scazzottarsi. La lotta si interrompe quando Due Corvi torna con altri indiani, i quali hanno ucciso i fuorilegge rimasti e si sono presi le loro donne e anche le pelli di Bass. Lui e Lee li osservano allontanarsi, finché quest'ultimo non afferma che su uno dei carri sottratti dagli indiani vi è una buona scorta di whisky e che quella sera gli indiani saranno molto ubriachi. Sentito ciò, Bass e Lee montano a cavallo e si rimettono ad inseguirli sempre con l'obiettivo di recuperare le pelli.